# Рене Гартлер
Рене Гартлер (нім. René Gartler, нар. 21 жовтня 1985, Відень) — австрійський футболіст, що грав на позиції нападника за низку австрійських клубних команд. 

## Ігрова кар'єра
Народився 21 жовтня 1985 року у Відні. Вихованець футбольної школи клубу «Рапід» (Відень). З 2003 року почав включатися до заявки головної команди клубу. 2005 року став у її складі чемпіоном Австрії. Того ж року був відданий в оренду до «Капфенберга», а за рік на аналогічних умовах приєднався до «Лустенау». За останню команду в 31 грі сезону 2007/08 відзначився 21 голом, ставши найкращим бомбардиром Другої ліги Австрії.
Попри цей успіх, повернувшись з оренди до «Рапіда» не став основним нападником його команди, задовільняючись статусом гравця ротації. 2012 року залишив рідний клуб і перебрався до «Ріда», де провів два сезони, після чого протягом сезону грав за «Зандгаузен» у німецькій Другій Бундеслізі.
Повернувшись з Німеччини на батьківщину, протягом другої половини 2010-х грав за ЛАСК (Лінц) та «Санкт-Пельтен», а завершував ігрову кар'єру в «Юніорсі» у 2020—2021 роках.

## Титули і досягнення

### Командні
- Чемпіон Австрії (1):

«Рапід» (Відень): 2004-2005

### Особисті
- Найкращий бомбардир Другої ліги Австрії (1):

«Лустенау»: 2007-2008 (21 гол)